# SUSE LINUX GmbH
SUSE (/ˈsuːzə/ SOO-zə) là một công ty phần mềm nguồn mở, đa quốc gia, có trụ sở tại Đức phát triển và kinh doanh Linux cho các khách hành doanh nghiệp. Được thành lập năm 1992, nó là công ty đầu tiên tiếp thị Linux cho doanh nghiệp. Nó cũng là nhà tài trợ chính của openSUSE Project, tổ chức phát triển bản phân phối Linux openSUSE.
Tháng 7 năm 2018, Micro Focus International, công ty mẹ của SUSE từ năm 2014, đã công bố kế hoạch bán đơn vị kinh doanh cho một công ty con của EQT Partners trong quý đầu tiên của năm 2019.

## Lịch sử
Ngày 2 tháng 9 năm 1992, Roland Dyroff, Burchard Steinbild, Hubert Mantel và Thomas Fehr đã thành lập Software and Systems Development Corporation (Tiếng Đức: "Gesellschaft für Software und Systementwicklung mbH"). Cái tên S.u.S.E. là viết tắt của Software-und System-Entwicklung (Software and Systems Development). Sản phẩm Linux đầu tiên được bán là một phần mở rộng của bản phân phối Slackware, được phân phối trên 40 đĩa mềm. Công ty đã dịch bản phân phối hợp tác với người sáng lập Patrick Volkerding sang tiếng Đức. Trong khi phần cốt lõi của bản phân phối vẫn là Slackware, vào tháng 5 năm 1996, S.u.S.E. phát hành bản phân phối riêng đầu tiên dựa trên bản phân phối Jurix được xuất bản bởi Florian La Roche.
Năm 1997, S.u.S.E. đã mở một văn phòng ở Oakland, California, và vào năm 1998, đã chuyển văn phòng công ty từ Fürth đến Nuremberg. In Vào tháng 12 năm 1998, tên được đổi từ S.u.S.E. sang SuSE. Trong những năm tiếp theo, SUSE đã mở tổng cộng sáu chi nhánh quốc gia và bốn quốc tế (Mỹ, CH Séc, Anh và Ý). Vào ngày 25 tháng 11 năm 2002, Richard Seibt trở thành CEO. Tại Hồng Kông, các sản phẩm của SUSE được phân phối bởi TriTech Distribution Limited.

### Novell mua lại
Ngày 4 tháng 11 năm 2003 Novell tuyên bố mua lại SuSE Linux AG với mức giá 210 triệu đô la Mỹ. Novell đã di chuyển ra khỏi nhân NetWare và sử dụng việc mua lại này như một hướng di chuyển cho khách hàng của mình. Việc mua lại được hoàn thành vào ngày 13 tháng 1 năm 2004 và tên được đổi từ SuSE Linux AG thành công ty con dưới tên SuSE Linux GmbH và SUSE Linux Products GmbH. SUSE Linux Products GmbH chịu trách nhiệm hoàn toàn cho việc phát triển bản phân phối SUSE Linux và được lãnh đạo bởi Markus Rex. Trong quá trình chuyển nhượng, cả đối tác và các tổ chức bán hàng đã được tích hợp vào Novell. Richard Seibt trở thành CEO của Novell EMEA và rời đi vào ngày 9 tháng 5 năm 2005.
Tháng 8/2005, Dự án cộng đồng openSUSE đã khởi động để mở ra sự phát triển của SUSE Linux cho người dùng và nhà phát triển bên ngoài. SUSE Linux Enterprise đã được phát triển bằng cách sử dụng cộng đồng openSUSE.

### Attachmate mua lại
Novell đến lượt được The Attachmate Group mua lại vào ngày 27 tháng 4 năm 2011. Theo chủ sở hữu mới, SUSE vẫn là một công ty riêng. Đến tháng 6 năm 2012, nhiều cựu kỹ sư SUSE đã bị sa thải trong thời gian sở hữu của Novell đã được đưa trở lại.

### Attachmate và Micro Focus sáp nhập
Ngày 20/11/2014, The Attachmate Group và Micro Focus International hoàn tất việc sáp nhập, đánh dấu Micro Focus International trở thành công ty mẹ mới của SUSE. SUSE hoạt động như một đơn vị kinh doanh bán tự trị trong Micro Focus Group, với cựu chủ tịch Nils Brauckmann được bổ nhiệm làm CEO và thành viên của hội đồng quản trị Micro Focus Group.

### Mua lại OpenAttic

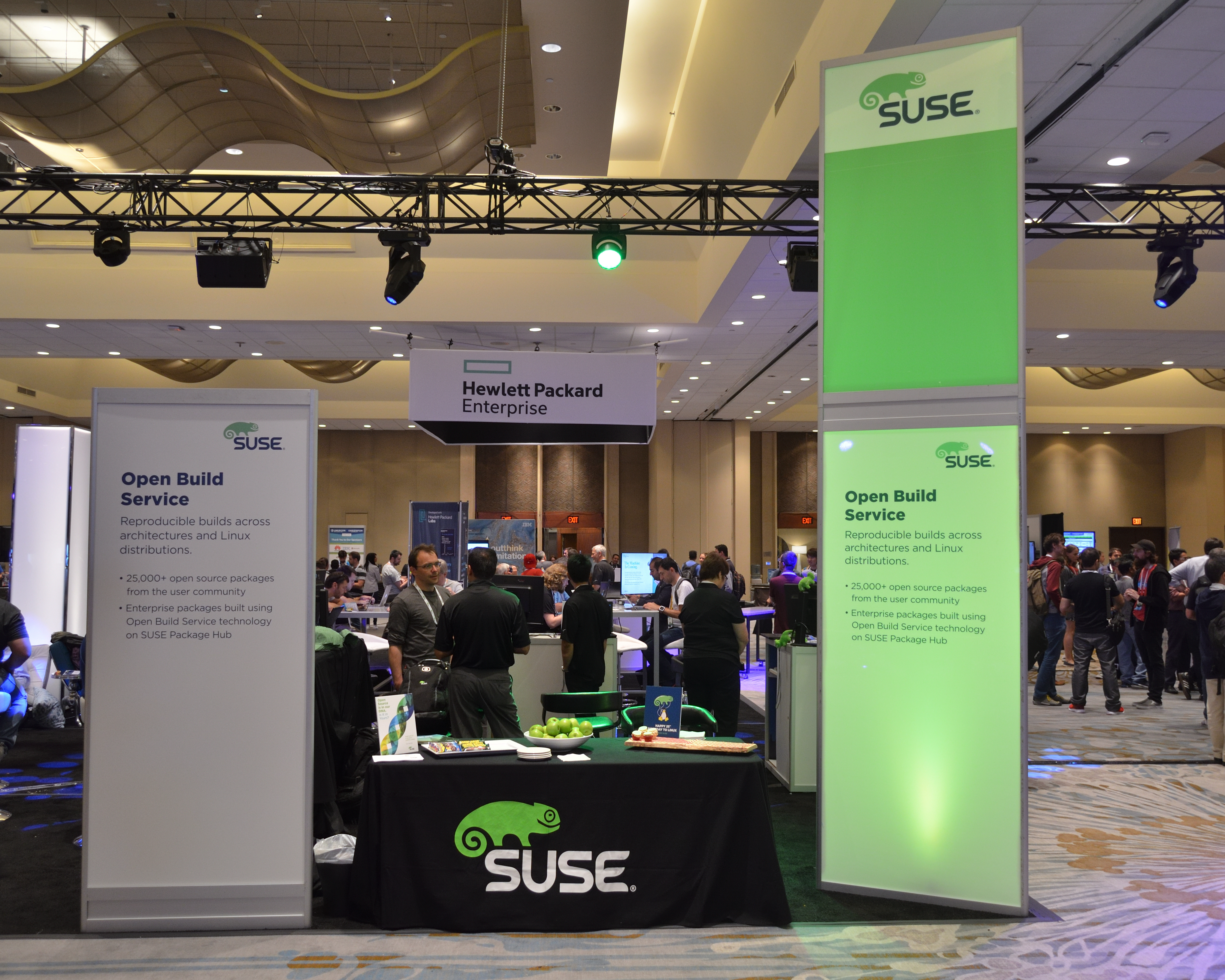
SUSE tại Linuxcon 2016

Ngày 9 tháng 11 năm 2016, SUSE đã thông báo mua lại các tài sản liên quan đến OpenAttic từ công ty công nghệ Đức it-novum. OpenAttic được tích hợp vào SUSE Enterprise Storage như một công cụ đồ họa để quản lý và giám sát các cụm lưu trữ dựa trên Ceph.

### Mua lại HPE OpenStack và Stackato
Ngày 9 tháng 3 năm 2017, SUSE đã thông báo hoàn thành việc mua lại các tài sản liên quan đến các sản phẩm OpenStack và Cloud Foundry từ HPE. Các nhóm phát triển và mã liên quan đến các sản phẩm đó đã được sử dụng để mở rộng khả năng IaaS và PaaS của SUSE. Là một phần của thỏa thuận, HPE đã được cung cấp tùy chọn cho các sản phẩm OEM đó để sản xuất các sản phẩm Helion OpenStack và Stackato của họ.

### Bán cho EQT Partners
Ngày 2 tháng 7 năm 2018, Micro Focus uyên bố sẽ bán mảng kinh doanh SUSE của mình cho Blitz 18-679 GmbH, một công ty con mới thành lập của EQT Partners, với giá 2,535 tỷ USD.

## Sản phẩm

SUSE chameleon official plush toy

Bắt đầu với sự ra mắt của nền tảng SUSE Linux Enterprise 10 vào tháng 7 năm 2006, nền tảng SUSE Linux Enterprise 10 là nền tảng cho cả máy chủ và máy tính để bàn, với cơ sở mã gần như giống hệt nhau.

### Linux

#### Máy chủ
Bản phân phối cho máy chủ chính của SUSE là SUSE Linux Enterprise Server ("SLES") hướng đến các tổ chức lớn cho khối lượng công việc vật lý, ảo và đám mây. Tất cả các phiên bản có sẵn cho nhiều kiến trúc bộ xử lý, bao gồm Intel x86, ARM, AMD x86-64, IBM Power, IBM S/390 and z Systems, và Intel Itanium. Các phiên bản dùng thử của SUSE Linux Enterprise Server 11 và 12 có sẵn trên trang web. SLES có sẵn ở cả hình ảnh theo yêu cầu và mang theo đăng ký của bạn ("BYOS") trên Amazon EC2, Microsoft Azure, và Google Compute Engine.

##### Ưu đãi dựa trên phiên bản Server
- SUSE Linux Enterprise Server for SAP Applications[23] - một hệ điều hành Linux được tối ưu hóa cho khối lượng công việc của SAP
- SUSE Linux Enterprise Point of Service[24] - một hệ điều hành Linux cho ngành bán lẻ bao gồm một phiên bản Linux được thiết kế riêng cho các điểm tiếp xúc người dùng và máy chủ tại cửa hàng
- SUSE Linux Enterprise High Performance Computing[25] - một giải pháp cơ sở hạ tầng cho điện toán hiệu năng cao
- SUSE Linux Enterprise High Availability Extension[26] - một bộ tích hợp các công nghệ sao chép và lưu trữ HA nguồn mở.[27]

##### Phiên bản đặc biệt của bản server
SUSE Linux Enterprise Server có một số phiên bản tối ưu hóa được tạo ra trong bối cảnh của các quan hệ đối tác tương ứng. Các phiên bản này được sửa đổi từ bản server
- SLES for VMware[28] (quyền được bao gồm trong VMware vSphere. Sản phẩm hết hạn đã được công bố)
- SLES for Amazon EC2[20]
- SLES for Microsoft Azure[21]
- SLES for ARM hỗ trợ Raspberry Pi,[29] phiên bản đóng gói đặc biệt của SUSE Linux Enterprise Server cho ARM, được thiết kế riêng cho Raspberry Pi 3 Model B.
- SUSE Linux Enterprise Real Time,[30] phiên bản đặc biệt của SUSE Linux Enterprise Server, biến hệ điều hành đa năng thành hệ điều hành thời gian thực.

#### Desktop
- SUSE Linux Enterprise Desktop,[31] sự kế thừa cho Novell Linux Desktop
- SUSE Linux Enterprise Workstation Extension,[32] một tiện ích mở rộng bổ sung thêm các tính năng trên máy tính cho SUSE Linux Enterprise Server
- Bộ ứng dụng văn phòng LibreOffice[33] cũng được SUSE phân phối và hỗ trợ và được bán dưới dạng LibreOffice from SUSE

### Hạ tầng định nghĩa bằng phần mềm
- SUSE OpenStack Cloud,[34] một nền tảng điện toán đám mây tự động dựa trên OpenStack để triển khai và quản lý các đám mây riêng dưới dạng dịch vụ cơ sở hạ tầng
- SUSE Enterprise Storage,[35] một công cụ lưu trữ được xác định bằng phần mềm dựa trên Ceph cho phép sử dụng các máy chủ và ổ đĩa để lưu trữ hiệu quả, linh hoạt và có thể mở rộng

### Quản lý
- SUSE Manager,[36] một công cụ quản lý máy chủ Linux toàn diện dựa trên Uyuni[37] (một phân nhánh của Spacewalk) để quản lý gói và vá lỗi, cung cấp và giám sát hệ thống

### Ứng dụng cung cấp
- SUSE CaaS Platform,[38] (cho "Container as a Service") - một nền tảng lưu trữ và phát triển ứng dụng cho các ứng dụng và dịch vụ dựa trên container dựa trên Kubernetes
- SUSE Cloud Application Platform,[39] môi trường dịch vụ nền tảng dựa trên Cloud Foundry và Kubernetes